# Гласне жице
Гласне жице, гласнице, инфериорне или праве гласне жице  (лат. plicœ vocales)  које као део анатомских структура гркљана, чине две јаке траке, назване вокални лигаменти (лигамента воцалес; инфериорни тироаритеноид)чија улога је производњом звука.
Пролазећи кроз душник, ваздух наилази на гласнице. Када су затегнуте, приликом проласка ваздушне струје, оне трепере и производе звук. Тако настају звучни гласови. Када су гласнице опуштене, ваздушна струја пролази не изазивајући њихово треперење. Тако настају безвучни гласови. уз помоћ гласница.

## Анатомија
Гласне жице чине два јаке траке, назване вокални лигаменти (лат. ligamenta vocales; inferior thyroarytenoid). Сваки лигамент се састоји од траке жутог еластичног ткива, причвршћеног напред за угао хрскавице штитасте жлезде, а позади за вокални процес аритеноида. Његова доња граница је континуирана са танким бочним делом еластичног конуса. Његова горња граница чини доњу границу вентрикула ларинкса. Бочно, мишић вокалис лежи паралелно са њим. Медијално је прекривен мукозном мембраном која је изузетно танка и чврсто приања уз њену површину.
Изграђени су од епитела, али у себи имају неколико мишићних влакана, односно мишић вокалиса који затеже предњи део лигамента у близини тироидне хрскавице. Они су равне троугласте траке и бисерно беле боје. Изнад обе стране глотиса налазе се два вестибуларна набора или лажне гласнице које између себе имају малу врећицу.
Лажни вокални набори
Гласнице се понекад називају „прави вокални набори“ како би се разликовали од „лажних вокалних набора“ познатих као вестибуларни или вентрикуларни набори. Ово су пар дебелих набора слузокоже који штите и леже нешто више од деликатнијих правих набора. Они имају минималну улогу у нормалној фонацији, али се често користе за производњу дубоких звучних тонова у тибетанском појању и туванском грленом певању, као и у музичком вриштању и вокалном стилу смртног режања.
Микроанатомија
Гласне жице се састоје од двоструких склопова три различита ткива: спољашњег слоја равних ћелија које не производе кератин (сквамозни епител). Испод овога је површински слој ламине проприа, слој налик гелу, који омогућава гласном набору да вибрира и производи звук. Вокалис и тироаритеноидни мишићи чине најдубљи део. Ови вокални набори су прекривени слузокожом и протежу се хоризонтално, од позади ка напред, преко ларинкса.
Варијације
Мушкарци и жене имају различите величине вокалних набора. Гласови одраслих мушкараца обично су нижи због дужих и дебљих набора. Гласнице код ушкарца су дуге између 1,75 цм и 2,5 цм (око 0,75" до 1,0"),  док су гласнице код жена између 1,25 цм и 1,75 цм (око 0,5" до 0,75"). Гласни набори деце су много краћи од оних код одраслих мушкараца и жена. Разлика у дужини и дебљини гласног набора између мушкараца и жена узрокује разлику у висини гласа. Поред тога, генетски фактори узрокују варијације међу припадницима истог пола, при чему су мушки и женски гласови категорисани у гласовне типове.

## Физилогија
Физиолошка функцијама вокалних гласних жица је: продукција гласа и заштита дисајних путева плућа од страних предмета који покушавају да уђу у њих.

### Функција
Постоје 3 основна механизма производње гласа од стране гласних жица:
- Вибрација набора, која производи тонове или звукове (самогласници, полугласници, назални , итд.).
- Прекид (потпуни или делимични) у протоку ваздуха из плућа, што доводи до "безгласних" звукова ( безгласни фрикативи, безгласни застоји, итд.).
- Комбинација вибрације и прекида, као што су звучна заустављања (на шпанском /б/, /д/ и /г/).

### Заштита дисајних путева
Друга функција набора је заштита плућа од страних предмета који покушавају да уђу у њих. Пошто постоје два пара набора, они заузврат функционишу као двоструко осигурање за плућа.

## Стварање гласа
Током дисања гласне жице су одвојене. Током фонације, бочни и задњи крикотироидни, аритеноидни и крикоаритеноидни мишићи делују на аритеноидне хрскавице. Променом положаја аритеноидних хрскавица, гласне жице се тако могу подизати, спуштати, приближавати, раздвојити, истегнути или опустити. 
Вибрације гласних жица настају дејством издахнутог ваздуха на њихове ивице и модулирају се деловањем мишића, кроз различите степене истезања. Амплитуда и фреквенција вибрација зависе од више фактора: 
- брзине ваздуха,

- дебљине вокалних лигаментa,

- хистолошке текстуре вокални лигамента,

- пречника гркљана.

Вибрације су веће у вертикалној равни (3-4 мм) него у хоризонталној (0,2-0,5 мм). Ваздух се стога избацује узастопним ефлуксима, синхронизованим са тренуцима максималног отварања глотичног отвора. У тим условима постижу се велике и нагле варијације ваздушног притиска, чија фреквенција одређује висину звука који се емитује, и износи код.
- мушкараца је око 125 Hz,
- жена око 210 Hz,

- деце око 300 Hz.

Сви механизми за производњу буке који могу имати информативну вредност (звукови ) чине фонацију . Човек га користи за говор и певање.  
Не потичу сви звуци само од вибрације гласних жица. Говор укључује употребу лобањске дупље као резонатора, а за веома ниске звуке, вратне пршљенове. У стварању звука активно учествују  и језик и део мишића лица , а пасивно зуби и непце . 
Генерално , самогласници и звучни сугласници се углавном емитују вибрацијом гласних жица.

## Галерија
- Вокални набори.
- Коронални пресек гркљана и горњи део трахеје.
- Улаз у гркљан, гледано од позади.
- Мишићи гркљана, гледано одозго.

## Болести гласних жица
У акутним запаљењем гркљана (ларингитиса), његова слузокожа и гласне жице постају упаљене, повећавају се у величини, глотис се због тога смањује и слузокожа набрекне, а понекад се потпуно затвори пролаз ваздуха, који од споља не улази у плућа, а особа почиње да се гуши. Ова озбиљна компликација најчешће настаје изненада услед вирусних , алергијских обољења , пренапрезања гласа, удисања надражујућих материја, на пример, дуванског дима, и захтева хитну медицинску помоћ.
Стога, ако се изненада појави промуклост, посебно код деце, одмах треба захтевати помоћ оториноларинголога. 
Временом акутне промене на гласним жицама, могу прећи у трајно  отицања слузокоже, што доводи до дуготрајне промуклости и промене боје гласа – хроничног ларингитиса, што на дужи рок може резултовати карцинома гркљана.
На гласним жицама могу се формирати и малигни и бенигни тумори. Такве промене гласа захтевају искључење онколошких болести околних органа, посебно штитне жлезде.